# Wim Hof
Pour les articles homonymes, voir Hof.
Wim Hof, surnommé « l'homme de glace » (Iceman), né le 20 avril 1959 à Sittard aux Pays-Bas, est internationalement connu pour ses tentatives et ses succès de record d'exposition au froid. Il détient ainsi plusieurs records du Guinness. À partir des années 2000, il a popularisé sa méthode d'entraînement (basée sur l'exposition au froid, des techniques respiratoires et la méditation), connue sous le terme de « méthode Wim Hof », et en a vanté les bienfaits sur la santé physique et psychique.

## Biographie
Wim Hof est né le 20 avril 1959 à Sittard (Pays-Bas) dans une famille modeste de 9 enfants. Tandis qu'il grandit au sein d'une famille catholique, il s'intéresse aux philosophies et aux pratiques orientales comme le bouddhisme zen ou l'hindouisme.
Agé d'une vingtaine d'années, il commence à pratiquer des bains d'eau glacée lorsqu'il vit à Amsterdam. Il développe empiriquement sa méthode d'exposition au froid et ses techniques respiratoires et méditatives.
En 1995, sa femme, qui souffre de troubles psychiques, se suicide. En réaction à ce drame, Wim Hof pense que sa méthode et ses pratiques pourraient aider des personnes malades psychiquement et souhaite alors la populariser.

## Controverse
En 2024, le magazine De Volkskrant publie des entretiens avec la seconde épouse et les enfants de Wim Hof qui révèlent une personnalité privée violente, alcoolique et manipulatrice totalement différente de l’image publique. L’article questionne également l’influence de Wim Hof sur le suicide de sa première épouse.

## Méthode Wim Hof
Afin de réduire le stress et de maintenir la bonne santé de l'organisme humain, Wim Hof promeut une méthode basée sur 3 éléments :
1. l'exposition corporelle au froid,
2. des techniques respiratoires,
3. la méditation.

Lors d'une exposition à un froid intense, la méthode Wim Hof est constituée d'une succession d'étapes. Dans un premier temps, l'individu doit entrer dans une phase d'hyperventilation durant environ 1 minute et 30 secondes. Puis, dans un second temps, l'individu bloque sa respiration et réalise une apnée, la plus longue possible. Enfin, dans un troisième temps, la personne entreprend une phase méditative avec une respiration normale.

## Tentatives et réalisations athlétiques exposé au froid

### Exposition corporelle au froid et à la glace
En 2004, aux Pays-Bas, il reste 68 minutes dans un tube rempli de glace.
Le 26 janvier 2008, à New York, il reste 72 minutes dans un conteneur translucide rempli de glace, battant ainsi son record de 2004 de 4 minutes.

### Apnée en milieu polaire
En 2002, il reste 6 min 20 s en apnée sous la glace polaire.

### Course à pied en milieu polaire
En janvier 2007, il participe à un semi-marathon (21 km) sur le cercle polaire, en Finlande, pieds nus et en short.

### Alpinisme avec un équipement de résistance au froid restreint
Au printemps 2007, Wim Hof entreprend l'ascension de l'Everest (versant tibétain - voie arête nord est) avec un équipement technique minimal pour résister au froid.
Pour son équipement, Wim Hof est muni d'un short, de gants et d'une casquette. Pour la protection de ses pieds, son équipe planifie l'ascension en deux phases : la première qui doit l'amener du camp de base (5180 mètres) aux environs de 6700 mètres (à proximité du camp de base avancé) puis la seconde de ce point jusqu'au sommet. Durant la première phase, il est prévu que Wim Hof réalise l'ascension avec des sandales, tandis qu'il doit se munir de chaussures techniques pour la seconde afin d'être équipé de crampons.
Au cours des repos (dans les camps d'altitude), Wim Hof est habillé et dispose de boissons chaudes.
Atteint par une douleur au pied gauche (effet du froid sur une blessure contractée aux orteils gauches lors de son semi-marathon polaire pieds-nus), l'athlète néerlandais doit renoncer à son projet aux environs de 7400 mètres,.

### Expériences et explications scientifiques
Wim Hof s'est prêté à plusieurs études scientifiques afin de comprendre les mécanismes physiologiques de la résistance au froid et d'expliquer les éléments déterminants ses différents records.

#### Hypothèse du tissu adipeux brun
En 2008, une équipe de recherche de l'université de Maastricht émet l'hypothèse que les capacités de résistance au froid de Wim Hof seraient due au fonctionnement du tissu adipeux brun,. Il s'agit d'un ensemble de cellules adipeuses disposées au niveau des clavicules qui présentent un nombre élevé de mitochondries. Ce tissu est ainsi capable de produire de la chaleur (en dégradant de la graisse). Les chercheurs constatent en effet que Wim Hof dispose d'un volume de tissu adipeux brun supérieur à celui des autres adultes.
Dans le cadre d'une nouvelle étude en 2017, une équipe de Wayne State University invalide cette hypothèse. Les chercheurs indiquent en effet que Wim Hof ne possède pas suffisamment de tissu adipeux brun pour produire suffisamment de chaleur corporelle et expliquer sa résistance au froid lors de ses records,.

#### Hypothèse du contrôle cérébral
En 2017, une étude de neuroimagerie a permis d'observer la réaction neurologique de Wim Hof à l'exposition à des températures glaciales. L'étude montre que la température de la peau de Hof est régulée volontairement, ce qui est inhabituel et explique la résistance aux gelures ; l'équipe a aussi pu observer que l'activité de son système lymphatique (ayant entre autres un rôle majeur dans l'immunité), normalement régulé de façon autonome et non consciente, a augmenté lorsque exposé au froid. Par ailleurs les muscles intercostaux consommaient beaucoup plus de glucose qu'en situation normale, ce qui se traduit par une production calorifique (= de chaleur). De cette façon, l'air passant dans les poumons se réchaufferait avant d'entrer dans le sang.